# 张建刚
张建刚，中華人民共和國軍事人物丶政治人物丶中共黨員丶中國人民解放軍少將

曾任西藏軍區副司令員，2015年，5月時仼西藏軍區副司令的張氏參加在西藏的抗震救災工作 ，其后出席西藏自治区禁毒会議的時候，已改任軍區副參謀長    